# Trent Summar & the New Row Mob
Trent Summar & The New Row Mob is een Amerikaanse countrymuziekband uit de staat Tennessee. De leden zijn Trent Summar (zang), Ken McMahan (gitaar), Dan Baird (gitaar), Dave Kennedy (drums) en Michael 'Supe' Granda (basgitaar, zang). Granda is een van de oprichters van Ozark Mountain Daredevils, Baird is een voormalig lid van de zuidelijke rockband The Georgia Satellites en Summar was eerder de frontman van de band Hank Flamingo. Tot op heden hebben Trent Summar & The New Row Mob twee studioalbums en een live-compilatie opgenomen, naast het in de hitlijst brengen van een single in de Billboard Hot Country Songs.

## Bezetting
Leden
- Trent Summar (zang)
- Dave Kennedy (drums)
- Dan Baird (gitaar)
- Michael 'Supe' Granada (basgitaar, zang)
- Ken McMahan (gitaar)

Voormalige leden
- Jerry Dale McFadden (piano)
- Jared Reynolds (basgitaar, zang)
- Kenny Vaughan (gitaar)
- Philip Wallace (gitaar)

## Geschiedenis
Trent Summar & The New Row Mob werd opgericht in 2000. De oorspronkelijke bezetting van de band bestond uit Trent Summar, Kenny Vaughan, Philip Wallace, Jared Reynolds, Dave Kennedy en Jerry Dale McFadden. Zowel Summar als Wallace zaten voorheen in het sextet Hank Flamingo, dat in 1994 een album opnam voor Giant Records en Vaughn was eerder lid geweest van McBride & the Ride.
Onder de oorspronkelijke bezetting brachten Trent Summar & The New Row Mob in 2000 hun titelloze debuutalbum uit bij VFR Records. Dit album bevatte hun debuutsingle It Never Rains in Southern California, een cover van de hitsingle van Albert Hammond uit 1972. Drie jaar later verscheen een onafhankelijk uitgebracht live-album, gevolgd door Horseshoes & Hand Grenades in 2006. Naast zijn bijdragen als lid van The New Row Mob, heeft frontman Trent Summar songs gecomponeerd voor andere countrymuziekartiesten, waaronder albumnummers van Billy Currington en Gary Allan, evenals Love You, een single uit 2006 voor Jack Ingram, en There's the Sun, een single uit 2013 voor Kix Brooks. Hij schreef ook mee aan Kiss You Tonight (2014) van David Nail.

## Discografie

### Singles
- 2000:	New Money
- 2000: It Never Rains in Southern California
- 2001:	Paint Your Name in Purple
- 2006: Horseshoes & Hand Grenades
- 2007:	Never Really Loved Her Anyway

### Albums
- 2000: Trent Summar & The New Row Mob (VFR Records)
- 2003: Live at 12th and Porter (DCN Records)
- 2006: Horseshoes & Hand Grenades (Palo Duro Records)

### Muziekvideo's
- 2000:	New Money
- 2000: It Never Rains in Southern California
- 2001:	Paint Your Name in Purple
- 2002:	I'm Country
- 2007:	Never Really Loved Her Anyway